# Banco del Sur

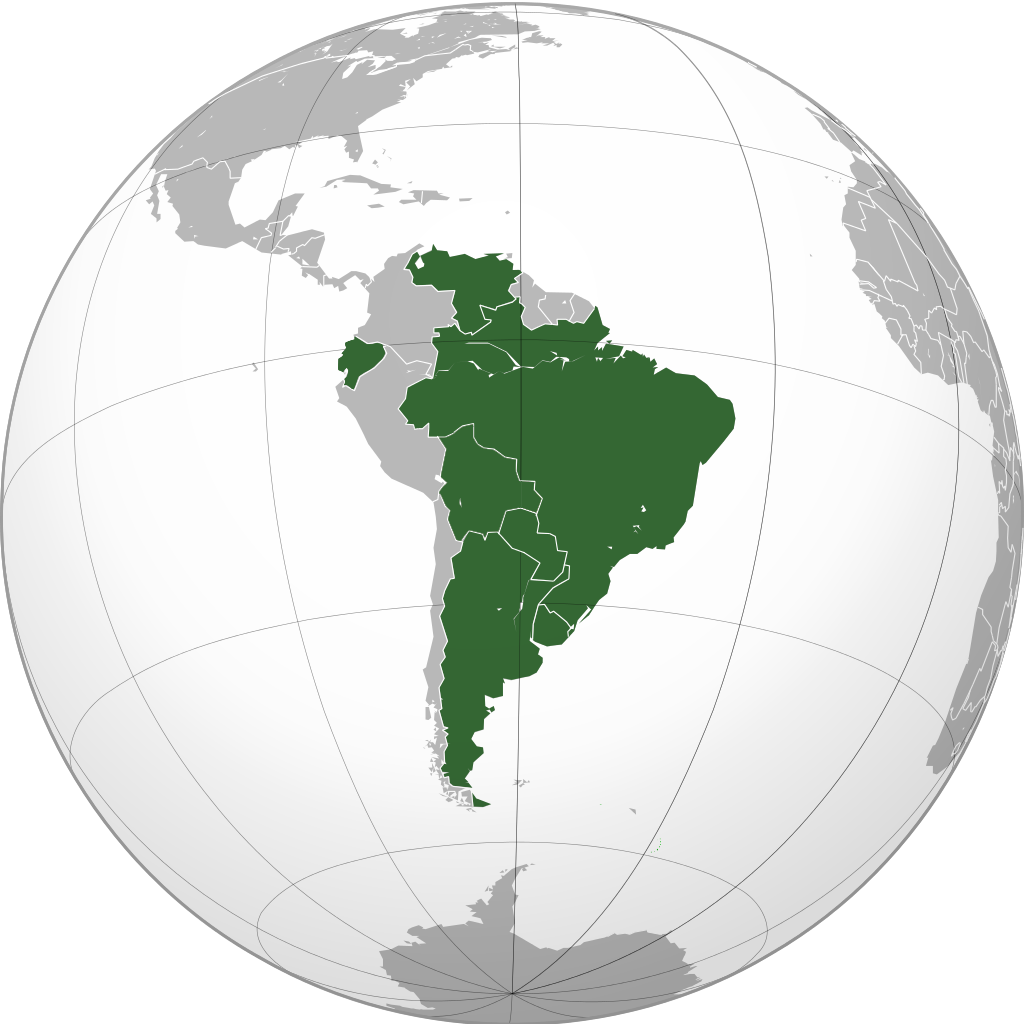
Países miembros del Banco del Sur.

El Banco del Sur (en portugués: Banco do Sul) también conocido como BancoSur, sería un fondo monetario, banco de desarrollo y organización prestamista cuyo convenio constitutivo fue firmado el 26 de septiembre de 2009 y su primera reunión fue en Venezuela el 12 de junio de 2013.
El Banco del Sur fue el resultado de una idea argentina que se le propone al presidente de Brasil Luiz Inácio Lula da Silva a fines de 2002, en la que trabajaron los ministros de economía y presidentes de los Bancos Centrales de ambos países.  En la cumbre de Asunción (Paraguay) se invitó a participar del proyecto a los presidentes de la naciones integrantes del Mercosur. En esa reunión del 19 de junio de 2003 se propuso formar un Instituto Monetario y la creación de una moneda común cuya acuñación comenzaría a realizarse fines de 2003. La intención era que esta institución constituyera uno de los pilares de la integración latinoamericana. El proyecto fue promovido por el presidente argentino Néstor Kirchner, el presidente de Brasil Lula da Silva, a la que después se sumaron, Ecuador, Venezuela, Bolivia,  Paraguay y Uruguay.
Se habían constituido como parte del Banco del Sur: Argentina, Brasil, Bolivia, Ecuador, Paraguay y Venezuela. Por otro lado Chile y Perú participaban solo como observadores y Colombia renunció a incorporarse. Más tarde, el 13 de marzo de 2020, Uruguay decidió retirarse de la organización, alegando que el país "no integrará iniciativas basadas en afinidades ideológicas".
El acuerdo para su fundación fue firmado el 9 de diciembre de 2007, con la firma por parte de los presidentes de los países miembros en la Casa Rosada, palacio de gobierno de la República Argentina.
Contaba con un capital inicial de 20.000 millones de dólares. Hasta julio de 2013 el capital total aportado es de 7000 millones de dólares. Sin embargo el banco nunca llegó a funcionar como tal, entre algunas de las razones están la falta de interés para perpetuar la institución, no contar con la participación de todos los países de la región, no contar con el suficiente capital para volverlo competitivo a nivel internacional frente a otras instituciones crediticias y las críticas de ciertos países al organismo, debido a que funcionaría como un aparato ideológico más que buscar una de integración regional. El Banco del Sur solo quedó plasmado como una idea que no llegó a concretarse.

## Objetivos
La meta del Banco del Sur es incluir a cada nación de América Latina, desde México hasta Argentina. El programa realiza préstamos de  dinero a cualquier nación que emprenda la construcción de programas aprobados y abre nuevas alternativas de financiamiento donde estarían presentes conceptos como la igualdad, equidad y la justicia social. Inicialmente su sede será Caracas, con dos subsedes, una en Buenos Aires y otra en La Paz.

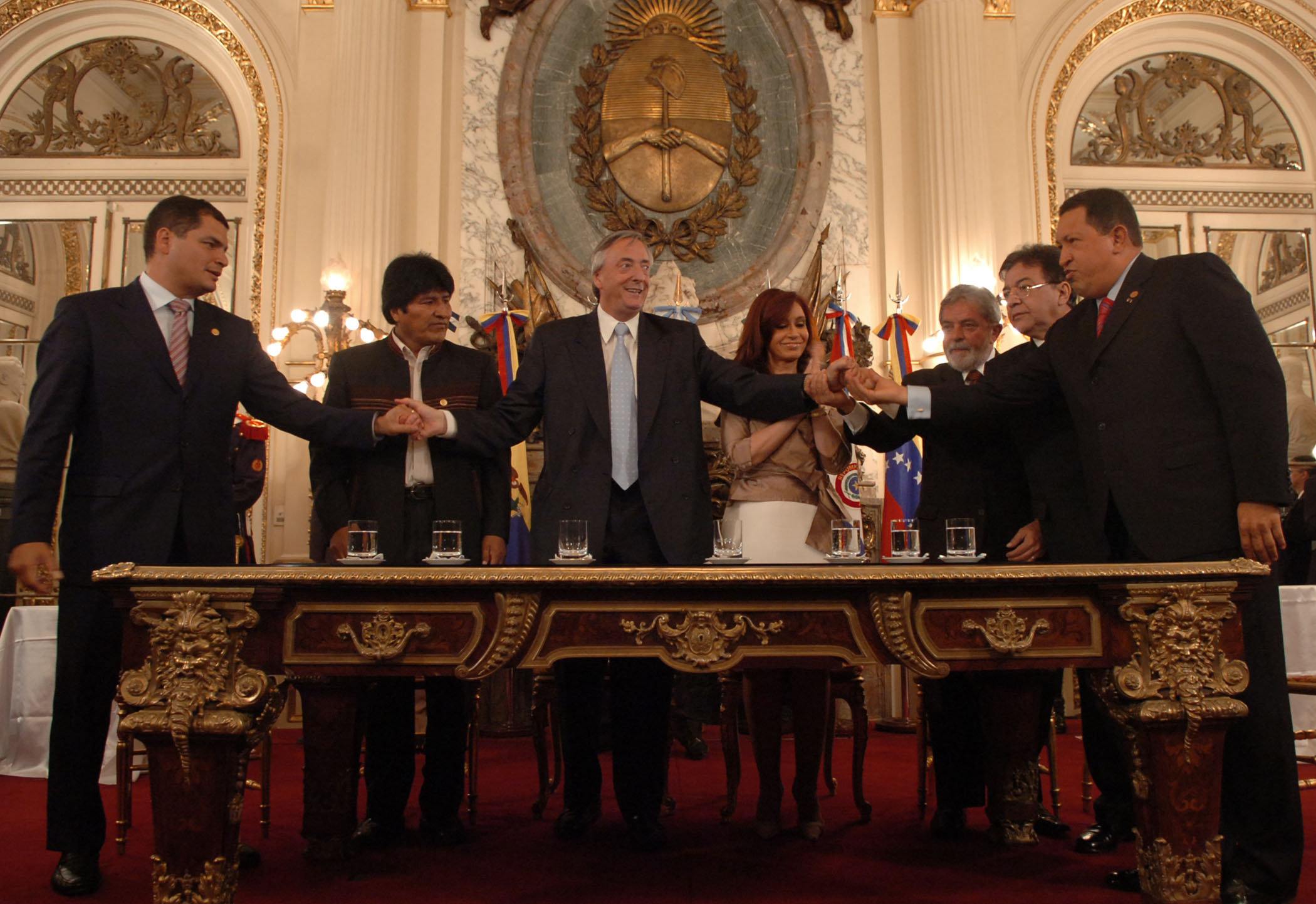
Los presidentes Rafael Correa, Evo Morales, Néstor Kirchner, Lula Da Silva, Nicanor Duarte y Hugo Chávez, junto con la Primera Dama argentina Cristina Fernández firmando el acuerdo para su fundación. (2007)

El banco se plantea como una alternativa al FMI, al Banco Mundial y al Banco Interamericano de Desarrollo y confía en la impopularidad que poseen estas instituciones en América Latina. El presidente de Venezuela Hugo Chávez ha prometido retirar a su país del FMI y anima a otros Estados miembro que hagan lo propio. Se propone que todos los países miembro contribuyan en partes iguales de modo que ninguno de los mismos tenga un control dominante.
El Banco del Sur busca impulsar medidas de integración económica que fortalezcan la Unión de Naciones Suramericanas y además plantea la creación de una moneda común suramericana en un plazo de cinco años aproximadamente.[cita requerida] Su objeto es funcionar como un banco de desarrollo que financie obras de infraestructura y apoye a las empresas públicas y privadas de los países firmantes.
Se plantea que cada país tenga derecho a voto igualitario sin importar el tamaño de sus aportaciones, tal es el caso del FMI donde Estados Unidos y la Unión Europea toman las decisiones de mayor importancia. Después de la firma de inauguración en 60 días se definirán qué aportes monetarios realizará cada país, si será en efectivo o en deuda.
El FMI es ampliamente criticado en América del Sur, por la gran mayoría de sus miembros, debido a las sistemáticas manipulaciones económicas que impuso en la región. Prestándole dinero a mandatarios de la región, los cuales eran afines al FMI y llevaron a dichos países al literal endeudamiento.[cita requerida] Hacer referencia al caso de la crisis de 2001 en Argentina, manipulada de fondo por el ministro de Economía Domingo Cavallo, socio incondicional de los más grandes bancos mundiales, los cuales forman en relación directa parte del FMI, Banco Mundial y BID.
En Latinoamérica es ya conocida la política del Fondo Monetario Internacional de realizar "préstamos" solo a aquellos países que gocen de leyes para la apertura de mercados que el propio FMI crea y que son irrelevantes para las tareas de desarrollo en las que se invierten los fondos.
El Banco del Sur se establece como una institución financiera que busca convertirse en una alternativa para la financiación pública multilateral en la región, se considera que las puertas están abiertas para que también otros países de la región formen parte de la institución, indicó el canciller del Ecuador Ricardo Patiño, en el acto de instalación de la reunión en Venezuela.[cita requerida]
A esta primera iniciativa de Venezuela y Argentina se sumaron posteriormente Brasil, Bolivia, Ecuador, Uruguay y Paraguay, al Banco del Sur se suma el mecanismo del Sistema Único de Compensación Regional (Sucre), moneda de uso financiero para hacer transacciones comerciales entre los países de la región.
Los presidentes de los países que lo pusieron en marcha, son Rafael Correa de Ecuador, Dilma Rousseff de Brasil, Evo Morales de Bolivia y Nicolás Maduro de Venezuela; en la primera reunión del Consejo de Ministros del Banco del Sur, se procedió a designar a los miembros de la Directorio Ejecutivo, del Consejo de Auditoría y del Consejo Administrativo del Banco del Sur, el reglamento de funcionamiento del Consejo de Ministros y el cronograma de aportes de capital económico al banco y el proceso de designación de autoridades del banco.

## Países aportantes
| País      | Aporte en millones de dólares |
| --------- | ----------------------------- |
| Argentina | 2000                          |
| Brasil    | 2000                          |
| Venezuela | 2000                          |
| Ecuador   | 400                           |
| Bolivia   | 100                           |
| Paraguay  | 100                           |

## Apoyos
El ministro ecuatoriano de Coordinación de Política Económica, Diego Borja, ponderó la importancia de la creación de Banco del Sur y auguró que el Fondo Monetario Internacional (FMI), si no se renueva, desaparecerá. El economista argentino Horacio Rovelli sostuvo que es importante la creación de un banco que permita el uso de las monedas de cada uno de los países miembros, ya que consideró que una de las consecuencias de la crisis de las hipotecas subprime es que el dólar no puede seguir siendo moneda de cuenta de Suramérica. La creación del Banco del Sur servirá para desarrollar el comercio intrarregional en Suramérica, a través de financiamiento a mediano y largo plazo, afirmó Rovelli.
Attac Argentina también resaltó la importancia de la creación del Banco del Sur, ya que el mismo podría ser un instrumento que se inserte a contracorriente de la liberalización financiera de los países de Latinoamérica y, de esta forma, tener la potencialidad de cambiar la relación de América del Sur con el mundo financiero.
El proyecto ha sido aprobado por el ganador del Premio Nobel de economía, ex del Banco Mundial, el economista Joseph Stiglitz: "Una de las ventajas de tener un Banco del Sur es que se reflejen las perspectivas de los del sur," y que además "Es un buen método para tener competencia en la mayoría de los mercados, incluido el mercado de préstamos para el desarrollo."

## Críticas
El director de la Escuela de Negocios de la Universidad de Viña del Mar, Piero Moltedo tuvo una opinión política en contra de la idea. Expresó que "el proyecto presenta una contradicción en cuanto a si se presta dinero a bajo interés en proyectos no necesariamente rentables, incluso desechados por los otros bancos, existe el alto riesgo de que esta política lleve al banco a la quiebra; y si por el contrario se procede con los resguardos y las tasas de interés normales, no tiene sentido su existencia. En el fondo, este proyecto es parte de una estrategia del Presidente Chávez de antagonismo con Estados Unidos".
El periódico chileno, El Mercurio -de conocida línea liberal-conservadora-, se refirió críticamente a la creación del Banco del Sur, detallando en su editorial:
- El Banco del Sur está motivado por razones esencialmente políticas y que dependería significativamente de la influencia y del respaldo del Presidente de Venezuela, Hugo Chávez.
- La restitución de sus préstamos sería riesgosa para los inversionistas.
- Su creación es redundante ante la multiplicidad de instituciones financieras existentes.
- No contaría con clasificación internacional de solvencia.
- No dispondría de acceso a los mercados mundiales de capitales. Esto después de la última crisis mundial no sería esencialmente un motivo de inseguridad financiera.

## Países ausentes
| País     | Posición |
| -------- | --- |
| Chile    | En 2008 la presidenta Michelle Bachelet declaró, en Guatemala: "El Banco del Sur no es un tema que hayamos conversado en detalle en las distintas organizaciones multilaterales, sino que estamos más bien focalizando la integración en áreas tales como la infraestructura para la competitividad, el IIRSA, todo lo que es vinculado a programas de políticas sociales y cohesión social, toda el área vinculada a educación, toda el área vinculada a energía." El Canciller Alejandro Foxley declaró su postura durante una visita a Washington D. C. Después de una entrevista con la secretaria de estado estadounidense, Condoleezza Rice afirmó que “Algunos países están con esa idea del Banco del Sur. Nosotros no estamos en esa idea." Durante la reciente Cumbre Iberoamericana realizada en noviembre de 2008 en Santiago, Foxley volvió a ratificar esta posición y además oficializó la adquisición de millones en acciones en la Corporación Andina de Fomento (CAF). Consultado por la posición chilena, Foxley se mostró partidario de fortalecer las instituciones bancarias y crediticias ya existentes, es decir la CAF y el BID. En 2009 Chile no firmó el acta de constitución del Banco, pero la presidenta Michelle Bachelet estuvo presente en la ceremonia. Al respecto, el presidente Chávez acotó: “La presencia de Bachelet en la constitución del Banco del Sur es una señal de acompañamiento y desde ya les decimos que las puertas están abiertas para cuando quieran integrarse a esta iniciativa”. Bachelet agradeció las palabras de Chávez y comunicó la voluntad de su país de ingresar próximamente a la institución. |
| Colombia | Desde un comienzo Colombia mostró reparos a la creación del Banco del Sur. El Presidente Uribe declaró, el 19 de enero de 2007, en Brasil: Aquí se hablado de temas muy importantes. Déjenme algún punto concreto sobre el Banco del Sur. Una opción. La propongo para considerar. Hay que aprender a manejar opciones tranquilamente dentro de la diversidad. La Comunidad Andina ha hecho un gran esfuerzo con la Corporación Andina de Fomento (CAF). Entiendo que no hay un equivalente en Mercosur. ¿Por qué no estudian, la Comunidad Andina y Mercosur, la posibilidad de potenciar a la Corporación Andina de Fomento y construir con ella ese anhelo de ese Banco? Dejo a consideración de ustedes esa opción. No obstante lo anterior, el 12 de octubre de 2007, anunció el ingreso de Colombia. Al hacer el anuncio, el presidente Álvaro Uribe explicó que no se trata de un rechazo al Banco Mundial ni al Banco Interamericano de Desarrollo (BID), "sino de una expresión de solidaridad y de lealtad con la hermandad suramericana". Finalmente, a finales de noviembre de 2007 desistió de su incorporación. |
| Guyana   | El Ministro de Economía de Guyana, Ashni Singh admitió que su país no está preparado para unirse al Banco del Sur. "Nos mantenemos al tanto del desarrollo con el Banco del Sur", declaró Singh en una reunión de Ministros de Guyana y funcionarios del Banco Interamericano de Desarrollo (BID). "Guyana no está cerrada a la idea de la adhesión al Banco del Sur, pero somos conscientes de que la composición de esta institución financiera podría traer consecuencias desfavorables con respecto a los del BID. |
| Perú     | El gobierno del Presidente Alan García nunca ha tenido acercamiento alguno. |
| Surinam  | En junio de 2008 se informó que se unirá al proceso del banco. No obstante, esto no ha ocurrido. |
| Uruguay  | Tras pertenecer desde el inicio a la organización, en marzo de 2020 el gobierno de Luis Alberto Lacalle Pou, por medio de su ministro de Relaciones Exteriores, Ernesto Talvi, anunció la retirada del país del Banco del Sur, declarando que "Uruguay no integrará iniciativas basadas en afinidades ideológicas". |